# Солотвинський (струмок)
Солотвинський — струмок (річка) в Україні у Перечинському районі Закарпатської області. Права притока річки Шипіт (басейн Дунаю).

## Опис
Довжина струмка приблизно 3,53 км, найкоротша відстань між витоком і гирлом — 3,11  км, коефіцієнт звивистості річки — 1,14 .

## Розташування
Бере початок на південних схилах хребта Стіньки. Тече переважно на південь понад горою Бовковець (338,0 м) і на південно-західній околиці села Тур'я Поляна впадає у річку Шипіт, верхню частину річки Тур'ї, лівої притоки Ужа.

## Цікаві факти
- Від гирла струмка на південно-східній стороні на відстані приблизно 1,00 км розташована Приватна садиба «Турянський Двір»[2].